# Abtswoudsetunnel
De Abtswoudsetunnel was een fiets- en voetgangerstunnel in de Zuid-Hollandse stad Delft. De tunnel liep onder het spoor door, en was een belangrijke route voor pendelaars tussen de wijken Voorhof en Wippolder (TU-wijk), waar met name studenten gebruik van maakten.
De tunnel vond zijn oorsprong in het Spoorwegplan van 1953, dat erop gericht was om alle spoorovergangen in Delft ongelijkvloers te maken. De aanleg vond plaats rond 1960. Verder naar het noorden werden de Prinses Irenetunnel en een spoorviaduct aangelegd. 

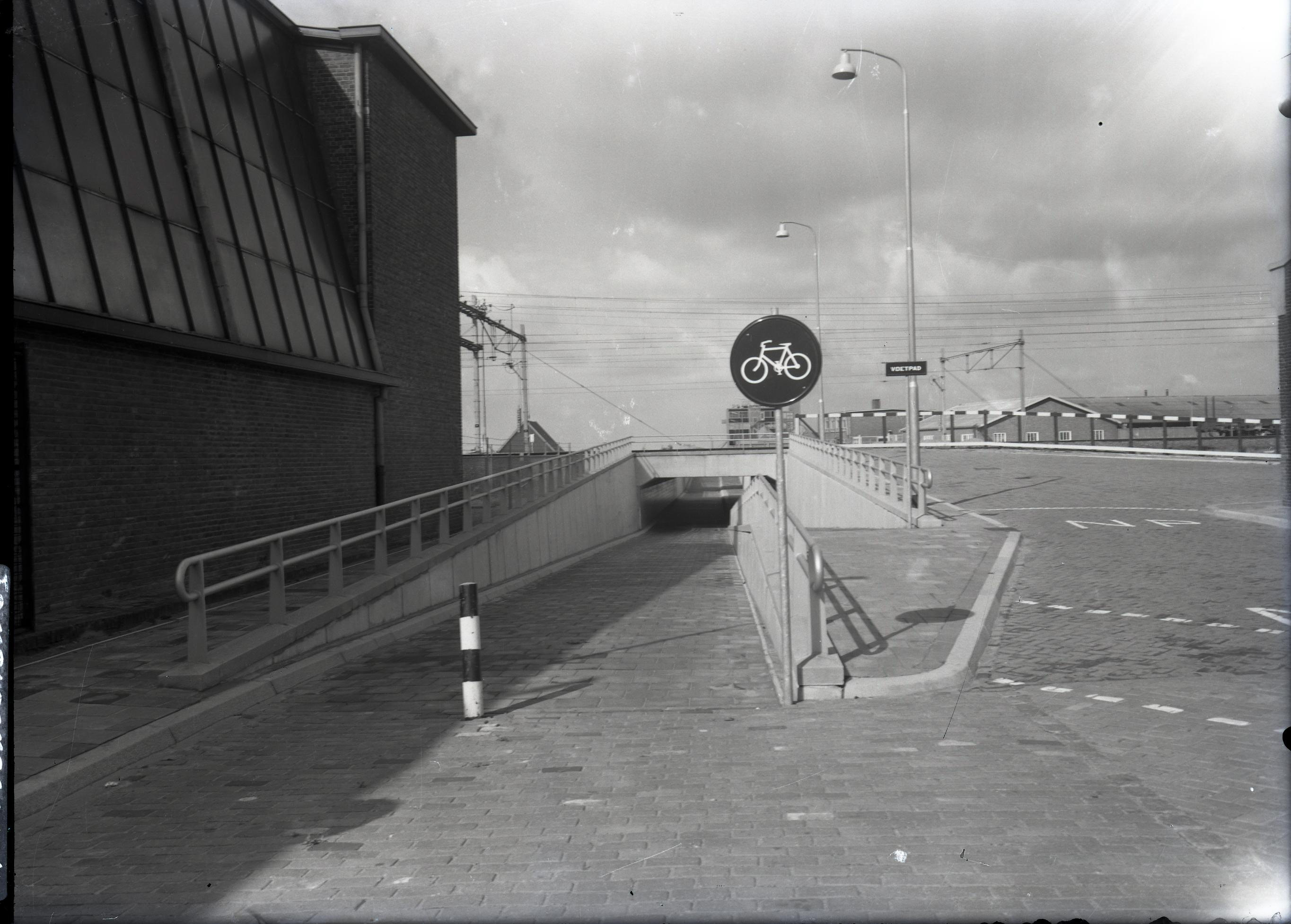
Abtswoudsetunnel ca 1960-1962

Begin 21ste eeuw moest de Abtswoudsetunnel wijken in het kader van het spoorzoneproject. De Abtswoudsetunnel werd rond 2010 gedurende 21 maanden afgesloten voor het publiek. Vanaf 2015 werd hij aanvankelijk geheel afgesloten. De tunnel ging in 2016 tijdelijk weer open, maar nu met een steile trap aan de oostkant. Een petitie om de steile trap weer door een fietsroute te vervangen, liep op niets uit. De tunnel was vanaf eind 2016 verleden tijd, en vervangen door een bovengronds fietspad.